# Вильдерсон, Сепо
Сепо (Сеппо) Вильдерсон (эст. Sepo Vilderson; 7 февраля 1963, Таллин) — советский и эстонский футболист, нападающий. Выступал за национальную сборную Эстонии.

## Биография

### Клубная карьера
Начал выступать на взрослом уровне в 15-летнем возрасте в составе таллинской «Нормы». Более десяти лет выступал за команду в первенстве Эстонской ССР среди коллективов физкультуры, был неоднократным чемпионом и призёром первенства республики. На некоторое время отлучался из команды, выступая за таллинские клубы «Ноорус» и «Спорт», в составе последнего провёл шесть матчей во второй лиге СССР в 1983 и 1985 годах.
В 1990—1992 годах выступал за клубы низших дивизионов Финляндии.
В 1992 году вернулся в Эстонию. В составе «Нормы» становился чемпионом Эстонии, серебряным призёром, обладателем Кубка страны. В 1994 году перешёл в «Таллинна Садам», а в следующем сезоне играл за ФК «Пярну», в котором завершил профессиональную карьеру. Затем более 10 лет выступал за любительские клубы в низших дивизионах.

### Карьера в сборной
За национальную сборную Эстонии сыграл единственный матч, 5 сентября 1993 года против Португалии, заменив на 71-й минуте Мартина Рейма.

## Достижения
- Чемпион Эстонии (1): 1992/93
- Серебряный призёр чемпионата Эстонии (1): 1993/94
- Обладатель Кубка Эстонии (1): 1993/94

## Личная жизнь
Имя футболиста во многих источниках пишется как «Сеппо», однако сам игрок говорит, что правильно писать с одной «п». Его предки происходят с острова Хийумаа, где принято именно такое написание.